# Дренци
Дренци е село в Североизточна България. То се намира в община Венец, област Шумен.

## География
Село Дренци е разположено на 30 км от град Шумен. Намира се на 386 м надморска височина. Климатът е умереноконтинентален. Зимата е относително студена, а лятото е умерено топло.
От селото води началото си малка река, наречена Крива река. Има язовир и няколко постоянно течащи чешми, които осигуряват питейна вода на населението и подсигуряват вода за поливане в селското стопанство.
В селото преобладават широколистни гори – дъб, липа, габър, ясен, бреза, върба. Под дървесните видове се разполагат и храсти – дренки, глог, къпини, шипки.
От животинския свят тук обитават благороден елен, сърна, дива свиня, чакал, заек, лисица.

## История
Старото име на селото е Ахлар.

## Население
Численост на населението според преброяванията през годините:
| \| Година на преброяване \| Численост \| \| --------------------- \| --------- \| \| 1934 \| 357 \| \| 1946 \| 453 \| \| 1956 \| 502 \| \| 1965 \| 477 \| \| 1975 \| 453 \| \| 1985 \| 545 \| \| 1992 \| 345 \| \| 2001 \| 340 \| \| 2011 \| 289 \| \| 2021 \| 264 \| |           |
| Година на преброяване | Численост |
| 1934 | 357       |
| 1946 | 453       |
| 1956 | 502       |
| 1965 | 477       |
| 1975 | 453       |
| 1985 | 545       |
| 1992 | 345       |
| 2001 | 340       |
| 2011 | 289       |
| 2021 | 264       |

### Етнически състав

#### Преброяване на населението през 2011 г.
Численост и дял на етническите групи според преброяването на населението през 2011 г.:
|                     | Численост | Дял (в %) |
| Общо                | 289       | 100.00    |
| Българи             | 5         | 1.73      |
| Турци               | 228       | 78.89     |
| Цигани              | ?         | ?         |
| Други               | –         | –         |
| Не се самоопределят | ?         | ?         |
| Неотговорили        | 53        | 18.33     |

## Културни и природни забележителности
Важна културна забележителност е паметникът, който се намира в близост до село Дренци по централния път Шумен-Силистра. Изграден е в памет на незнайния руски войн. По-късно през 1984 г. е установено, че е издигнат в чест на руския войник Яков Евдокимович Косов. Загинал е в този район през 1944 г.
Природна забележителност на село Дренци е могилата, която се намира в началото на селото. Тя е посещавана от иманяри.